# Federazione pallavolistica del Laos
La Federazione laotiana di pallavolo (eng. Laos Volleyball Federation, LVF) è un'organizzazione fondata per governare la pratica della pallavolo in Laos.
Organizza il campionato maschile e femminile, e pone sotto la propria egida la nazionale maschile e femminile.
Ha aderito alla FIVB nel 1968.